# Bob Hewitson
Robert Hewitson (26 tháng 2 năm 1884 – 1957) là một cầu thủ bóng đá người Anh thi đấu cho Morpeth Harriers, Barnsley, Crystal Palace, Oldham Athletic, Tottenham Hotspur, Croydon Common và Doncaster Rovers.

## Sự nghiệp bóng đá
Hewitson bắt đầu sự nghiệp thi đấu tại Morpeth Harriers trước khi gia nhập Barnsley năm 1903, thủ môn này thi đấu tổng cộng 62 trận giai đoạn 1903–04. Hewitson chuyển đến Crystal Palace nơi ông có 75 trận trên mọi đấu trường. Năm 1907 he ký hợp đồng với Oldham Athletic trước khi gia nhập Tottenham Hotspur năm 1908 tiếp tục có thêm 34 trận trên mọi đấu trường. Sau khi rời White Hart Lane ông thi đấu cho Croydon Common và cuối cùng là Doncaster Rovers.